# Gunder Gundersen
Gunder Gundersen, né le 12 septembre 1930 à Asker et mort le 2 juin 2005 à Oslo, est un coureur norvégien du combiné nordique.

## Biographie
Membre du Frisk Asker, il est double médaillé aux championnats du monde (argent en 1954 et bronze en 1958), il est connu notamment pour être l'auteur de la formule de Gundersen, utilisée lors des épreuves de combiné pour convertir les points de saut en secondes pour le ski de fond à partir des années 1980. Il a également pris part aux Jeux olympiques d'hiver de 1960 à Squaw Valley avec une onzième place.
Trois fois vainqueur du prestigieux Festival de ski d'Holmenkollen, il gagne une fois aux Jeux du ski de Lahti et le titre de champion de Norvège 1961.
Il a reçu la médaille Holmenkollen en 1959.

## Palmarès

### Jeux olympiques
| Épreuve / Édition | Squaw Valley 1960 |
| Individuel        | 11e               |

### Championnats du monde
| Épreuve / Édition | Épreuve / Édition | Falun 1954 | Lahti 1958 |
| Individuel        | Individuel        | Argent     | Bronze     |

### Festival du ski d'Holmenkollen
- Il gagne la compétition de combiné nordique en 1952, 1959 et 1960.